# Le Bon Usage

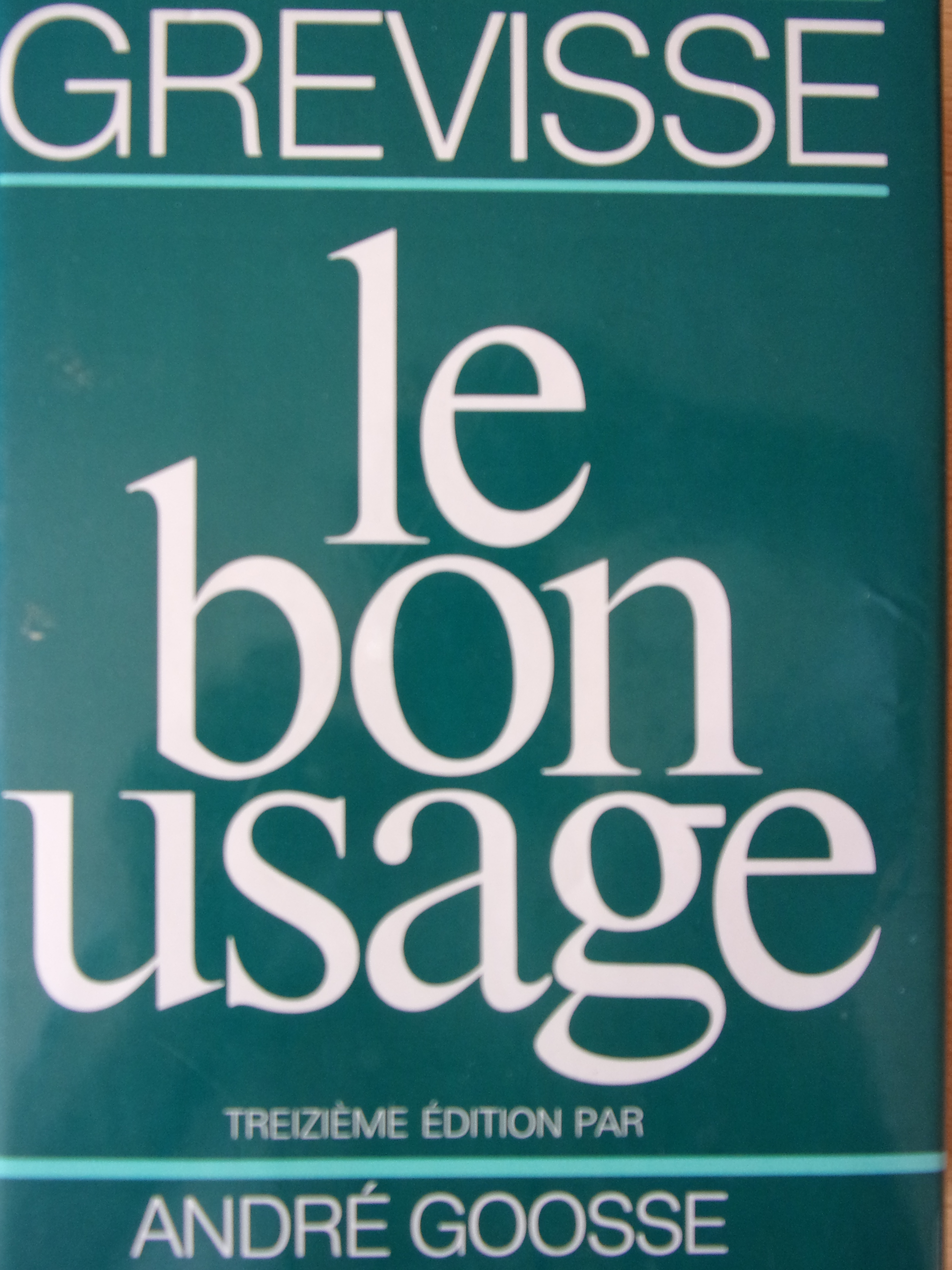
Okładka 13 edycji

Le Bon Usage (wym. [lə bɔn‿yzaʒ]; pol. „dobre użycie”) lub potocznie Le Grevisse od nazwiska autora, Maurice’a Grevisse’a – gramatyka opisowa i normatywna języka francuskiego, najbliższa standardowemu językowi zajmująca się zwłaszcza formalnym francuskim językiem pisanym.
Pierwsza edycja została wydana w 1936, książka była  wznawiana: do 2020 ukazało się 16 edycji.

## Historia
Wszechstronne dzieło, posiada 1760 stron w 16. edycji, zawiera przykłady i kontrprzykłady, a także 40 tys. cytatów z literatury francuskiej z wszystkich okresów i przykłady wybrane z prasy. Jest używana przez osoby, które muszą posługiwać się formalnym i poprawnym językiem francuskim, w tym przez pisarzy, redaktorów, nauczycieli, tłumaczy i korektorów tekstu, dla których jest standardowym punktem odniesienia.
Autorowi po kilku odmowach udało się wydać książkę w wydawnictwie Duculot (później część grupy De Boeck) w 1936. Kolejne wydania ukazały się w 1939 i 1946. W 1946 gramatyka otrzymała złoty medal Akademii Francuskiej. Duże znaczenie dla popularności opracowania miała pozytywna recenzja André Gide’a, opublikowana 8 lutego 1947 w dodatku literackim do gazety „Le Figaro”.
Po śmierci Maurice’a Grevisse’a w 1980 jego zięć André Goosse, też gramatyk, kontynuował dzieło, publikując nowe edycje: 12. edycję w 1986 i 13. edycję w 1993. 14. edycja z 2007 ukazała się w odnowionym formacie. W 2011 ukazała się 15. edycja, a w 2016 – 16. edycja. Le Bon Usage jest dostępna online lub na nośnikach multimedialnych (komputerach i tabletach).

## Edycje
- Le Bon usage, Maurice Grevisse, 1 edycja, Duculot, 1936
- Le Bon usage, Maurice Grevisse, 2 edycja, Duculot, 1939
- Le Bon usage, Maurice Grevisse, 3 edycja, Duculot, 1946
- Le Bon usage, Maurice Grevisse, 4 edycja, Duculot, 1949
- Le Bon usage, Maurice Grevisse, 5 edycja, Duculot, 1953
- Le Bon usage, Maurice Grevisse, 6 edycja, Duculot, 1955
- Le Bon usage, Maurice Grevisse, 7 edycja, Duculot, 1961
- Le Bon usage, Maurice Grevisse, 8 edycja, Duculot, 1964
- Le Bon usage, Maurice Grevisse, 9 edycja, Duculot, 1969
- Le Bon usage, Maurice Grevisse, 10 edycja, Duculot, 1975
- Le Bon usage, Maurice Grevisse, 11 edycja, Duculot, 1980 (ISBN 2-8011-0042-0)
- Le Bon usage, Maurice Grevisse i André Goosse, 12 edycja, Duculot, 1986 (ISBN 2-8011-0588-0)
- Le Bon usage, Maurice Grevisse i André Goosse, 13 edycja, De Boeck Duculot, 1993 (ISBN 2-8011-1045-0)
- Le Bon usage, Maurice Grevisse i André Goosse, 14 edycja, De Boeck Duculot, 2007 (ISBN 978-2-8011-1404-9)
- Le Bon usage, Maurice Grevisse i André Goosse, 15 edycja, De Boeck Duculot, 2011 (ISBN 978-2-8011-6425-9)
- Le Bon usage, Maurice Grevisse i André Goosse, 16 edycja, De Boeck Supérieur (część grupy Albin Michel[11]), 2016 (ISBN 978-2-8073-0069-9)

## Źródło inspiracji
- Le petit bon usage de la langue française[12], Cédrick Fairon i Anne-Catherine Simon, De Boeck Supérieur (część grupy Albin Michel[11]), 2018 (ISBN 978-2-8073-1696-6)